# Festival international Kharazmi des sciences fondamentales
 (janvier 2023).
 (janvier 2023).
Le Prix international Kharazmi, attribué depuis [Quand ?] par l'Institut de la Recherche iranien pour la Science et la Technologie (IROST), a comme objectif d'honorer les efforts effectués par les chercheurs, inventeurs et innovateurs du monde entier. 
L'attribution de ce prix est effectuée à Téhéran et sa périodicité est annuelle.